# Clipic

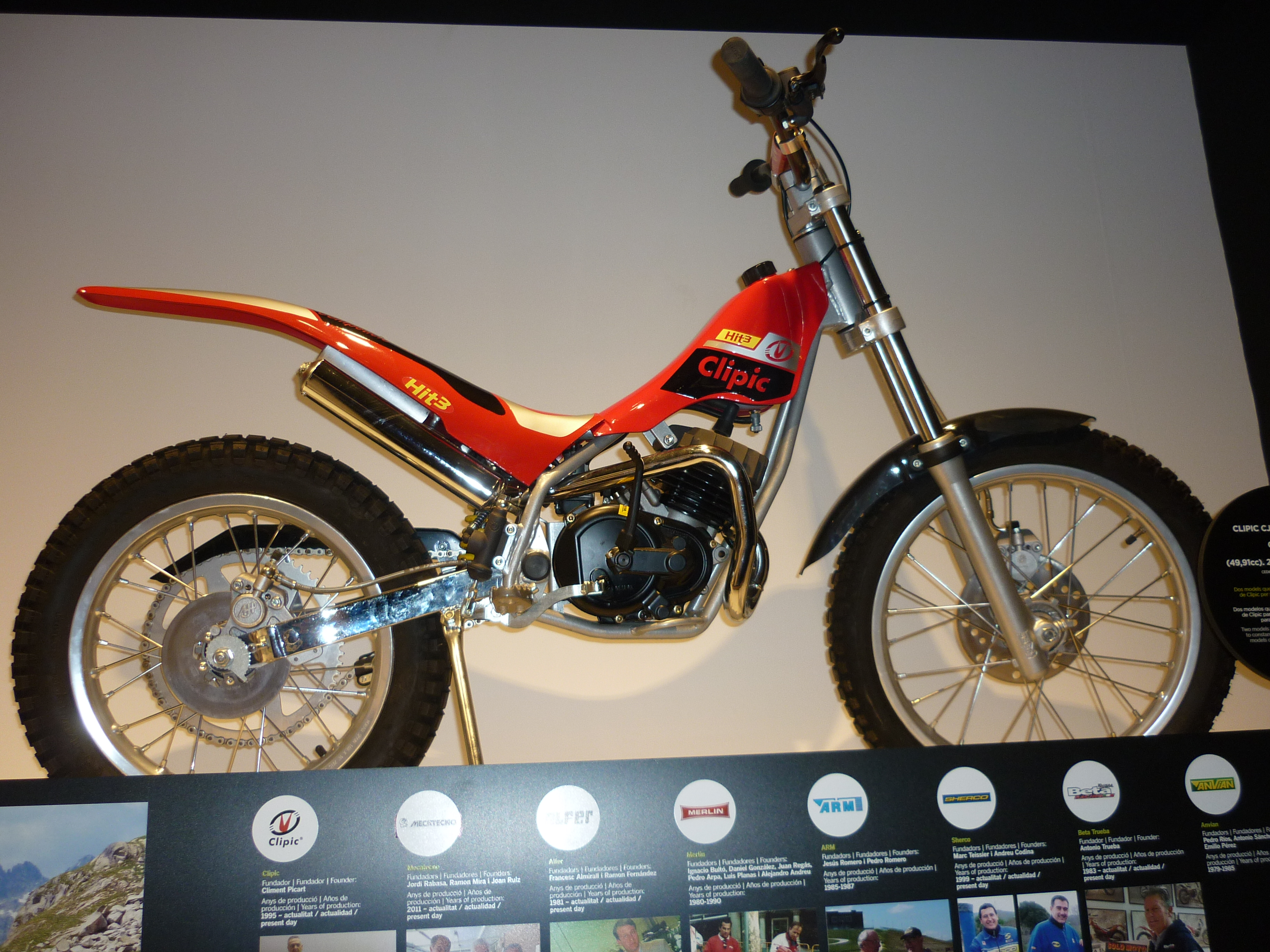
Clipic CJ50 Hit3 Competico

Clipic is een Spaans merk van motorfietsen.
Clipic is in 1995 opgericht door voormalig trial-rijder Climent Picart, dat zich aanvankelijk uitsluitend bezighield met de productie van trialmachines voor de jeugd, te weten twee 50cc-modellen met Morini-motoren (een automaat en een met vier versnellingen) en een 80 cc met zes versnellingen en een Minarelli-blok.
Waarschijnlijk heette het merk tot 1997 Climent Picart, en daarna pas Clipic. Er worden tegenwoordig kindermotoren, Quads en buggy's gemaakt, maar ook meer "volwassen" motorfietsen tot 250 cc.